# Domina (Křimov)
Domina (německy Domina) je malá vesnice v Krušných horách v okrese Chomutov. Nachází se šest kilometrů severozápadně od Chomutova v nadmořské výšce okolo 630 metrů. Byla založena ve třináctém století a většinu své existence patřila k chomutovskému panství. Po zrušení poddanství se stala samostatnou obcí, ale od roku 1962 je částí obce Křimov. V roce 2011 v Domině žilo 36 obyvatel.

## Název
Název vesnice je odvozen z českého jména Domanín podobným jazykovým vývojem jako název nedalekého Domašína. V historických pramenech se jméno vyskytuje ve tvarech: zu der Domeny (1359), in villa Deinnei (1363) nebo Domina (1571).

## Historie

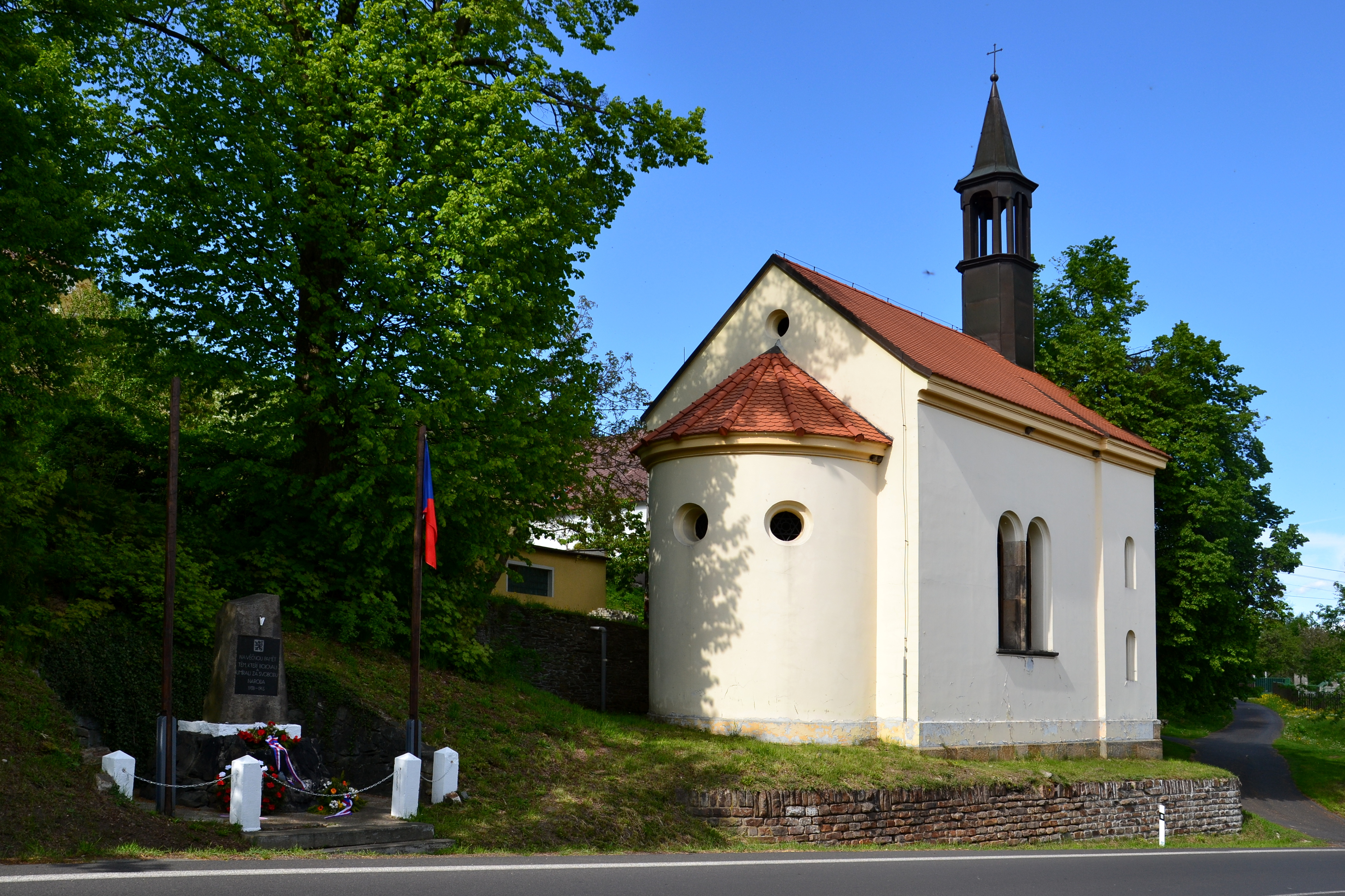
Kaple Povýšení svatého Kříže

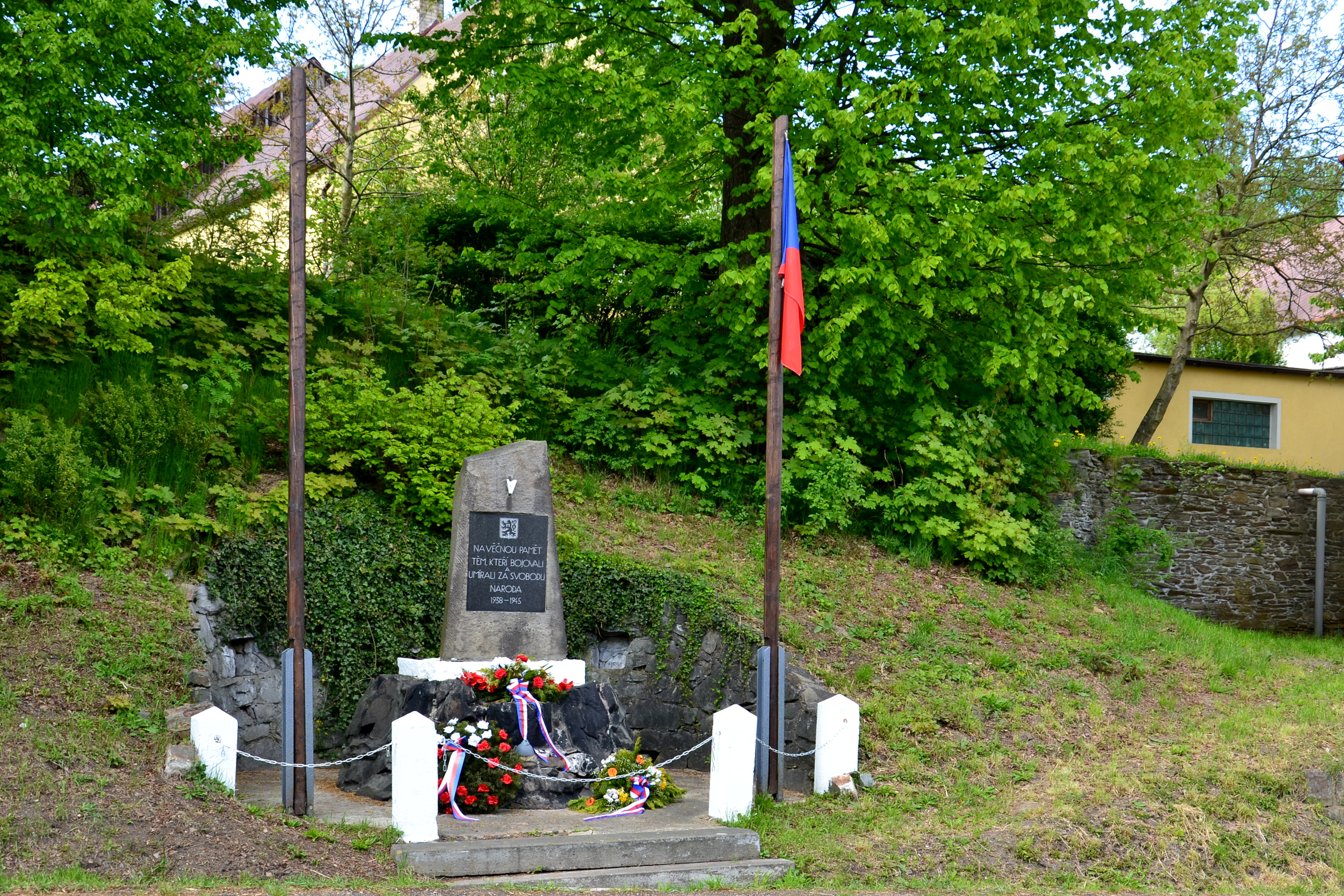
Pomník padlým ve druhé světové válce

Počátky vesnice jsou nejasné. Podle hypotézy Tomáše Velimského existovala již v první polovině třináctého století a byla jednou ze dvou neupřesněných vesnic, které v roce 1252 odkázal Bedřich z Chomutova řádu německých rytířů z chomutovské komendy. Naproti tomu se Martin Volf domnívá, že vznikla spolu s Krásnou Lípou až po polovině třináctého století. Je však pravděpodobné, že byly součástí tzv. Křimovského újezdu, protože způsob založení byl stejný jako u ostatních vesnic a jejich plužiny nevykazují nepravidelnosti způsobené pozdějším založením.
První písemná zmínka o Domině pochází z roku 1359, kdy celá vesnice nebo její část patřila pánům z Alamsdorfu. Bratři Hanuš a Huk z Alamsdorfu prodali platy z Krásné Lípy a Dominy včetně tamní rychty se vším příslušenstvím chomutovskému měšťanovi Hanku Plaubnerovi za 32 kop pražských grošů, který je někdy poté prodal řádu německých rytířů, v jehož majetkových knihách se obě vesnice objevují v letech 1382–1393. Alamsdorfům však nejméně dvě usedlosti v Domině patřily ještě v roce 1363. Nejpozději v roce 1381 se však Fricolt z Alamsdorfu zřekl za 420 kop grošů práv na Březenec se vším příslušenstvím ve prospěch řádu německých rytířů. Přestože jiné vesnice nejsou v listině uvedeny, je vzhledem k vysoké kupní částce pravděpodobné, že zmíněné příslušenství zahrnovalo i je. Od té doby se Domina stala součástí chomutovského panství, u kterého zůstala až do zrušení poddanství. V roce 1560 v ní žilo čtrnáct poddaných a stála rychta, společná i pro Krásnou Lípu, s krčmou, která odebírala pivo z Chomutova. Roku 1605 se Chomutov vykoupil z poddanství a zároveň si koupil jedenáct vesnic, mezi které patřila i Domina se šestnácti poddanými. K jejich robotní povinnostem patřilo kosení trávy, opravy mostu a práce při plavení dříví. Město vesnici připojilo ke svému statku v Krásné Lípě.
Hlavním zdrojem obživy v Domině bylo zemědělství, kterému se zde i přes nepříznivé podnebí, relativně dařilo. Nacházela se však v oblasti chomutovského mílového práva, takže jediným řemeslníkem, který zde pracoval, byl kovář. Teprve v roce 1748 byli z řemeslníků uvedeni tesař a krejčí.
Po skončení třicetileté války, která vesnici vzhledem k její poloze na obchodní cestě přes Krušné hory nepříznivě postihla, zde podle berní ruly z roku 1654 žilo jedenáct sedláků a pět chalupníků, kteří měli dohromady 32 potahů, 33 krav, 53 jalovic, čtyři prasata a 34 koz. Kromě zemědělství místní poskytovali přípřeže formanům, kteří se svými vozy potřebovali překonat prudký svah při stoupání přes Krušné hory. V devatenáctém století se pěstovalo především žito, ale také pšenice, ječmen, len a další plodiny. Stála zde hospoda, pracovali dva ševci a podomácku si lidé přivydělávali výrobou krajek a ozdobných prýmků. V roce 1872 byla otevřena železniční trať Chomutov–Vejprty a Domina na ní měla stanici.
Na konci druhé světové války vesnicí v dubnu roku 1945 procházel pochod smrti z Reitzenhainu do Chomutova. Jedna z jeho obětí byla pohřbena v Domině. Nádraží bylo 21. května 1945 obsazeno dvanáctičlenným oddílem revolučních gard, které zajišťovaly bezpečnost provozu na trati.

## Přírodní poměry
Domina leží v Ústeckém kraji ve stejnojmenném katastrálním území o rozloze 6,29 km² asi tři kilometry východně od Křimova a šest kilometrů severozápadně od Chomutova.
Geologické podloží je tvořené převážně prekambrickými dvojslídnými a biotitickými rulami, ale v nejjižnějším části výběžku, který zasahuje až na severní úpatí vrchu Hradiště, se vyskytují také třetihorní vulkanické horniny. V geomorfologickém členění Česka oblast leží v geomorfologickém celku Krušné hory a podcelku Loučenská hornatina na rozhraní okrsků Bolebořská vrchovina a Přísečnická hornatina. Jejich hranice od západu vede přibližně podél silnice z Dominy do Křimova. U Dominy se stočí k severu, pokračuje podél železniční trati a dále po svahu Bezručova údolí ke Druhému Dolskému Mlýnu. Bolebořská vrchovina leží východně od této hranice. Samotná vesnice stojí ve výšce 640–660 metrů, ale nejvyšším bodem území je bezejmenný vrch (kóta 692 m) jihozápadně od ní a Jedlina (676 m). Nejnižší místa se nachází na dnech Bezručova údolí a údolí Hutné, která oblast ohraničují na severu a na západě. Třetí sníženinou je údolí Hačky, která pramení jižně od vesnice. Z půd převažují kambizemě, ale od údolí Hačky dále na jih a na svazích Bezručova údolí se vyskytují také podzoly. V celém území nejsou žádné větší vodní plochy a významnější vodní toky Chomutovka a Hutná tečou pouze podél hranic. Část krajiny severně od silnice z Chomutova do Křimova je součástí přírodního parku Bezručovo údolí.

## Obyvatelstvo
Při sčítání lidu v roce 1921 měla vesnice 228 obyvatel (z toho 122 mužů) německé národnosti, kteří se s výjimkou šesti evangelíků hlásili k římskokatolické církvi. Podle sčítání lidu z roku 1930 zde žilo 223 Němců a 26 Čechoslováků. Kromě tří členů evangelické církve a sedmi lidí bez vyznání byli členy římskokatolické církve.
|                                                                                        | 1869 | 1880 | 1890 | 1900 | 1910 | 1921 | 1930 | 1950 | 1961 | 1970 | 1980 | 1991 | 2001 | 2011 | 2021 |
| -------------------------------------------------------------------------------------- | ---- | ---- | ---- | ---- | ---- | ---- | ---- | ---- | ---- | ---- | ---- | ---- | ---- | ---- | ---- |
| Obyvatelé                                                                              | 267  | 210  | 223  | 204  | 208  | 228  | 249  | 111  | 82   | 57   | 41   | 14   | 32   | 36   | 36   |
| Domy                                                                                   | 26   | 33   | 33   | 34   | 31   | 33   | 35   | 27   | 43   | 16   | 14   | 23   | 11   | 22   | 24   |
| V počtu domů z roku 1961 jsou zahrnuty také domy místních částí Krásná Lípa a Strážky. |      |      |      |      |      |      |      |      |      |      |      |      |      |      |      |

## Obecní správa a politika
Od roku 1850 se Domina stala samostatnou obcí, kterou zůstala až do roku 1962. Již v roce 1868 k ní byly jako část obce připojeny Strážky a nejpozději k 30. červnu 1960 také Krásná Lípa. Od 1. ledna 1963 se i se svými osadami stala součástí obce Křimov.

### Výsledky voleb
Dne 22. května 1938 se konaly volby do obecních zastupitelstev. Z rozdělených 150 hlasů v Domině získaly 112 hlasů Sudetoněmecká strana, třináct hlasů Německá sociální demokracie, KSČ nezískala žádný hlas a 25 hlasů dostaly jiné české strany.

## Školství
Děti z Dominy chodily do školy nejprve do Horní Vsi, ale od roku 1824 mohli začít navštěvovat jednotřídní školu v domě čp. 3. Od roku 1851 sloužila také dětem ze Strážek a v roce 1883 ji rozšířili na dvojtřídku.

## Doprava

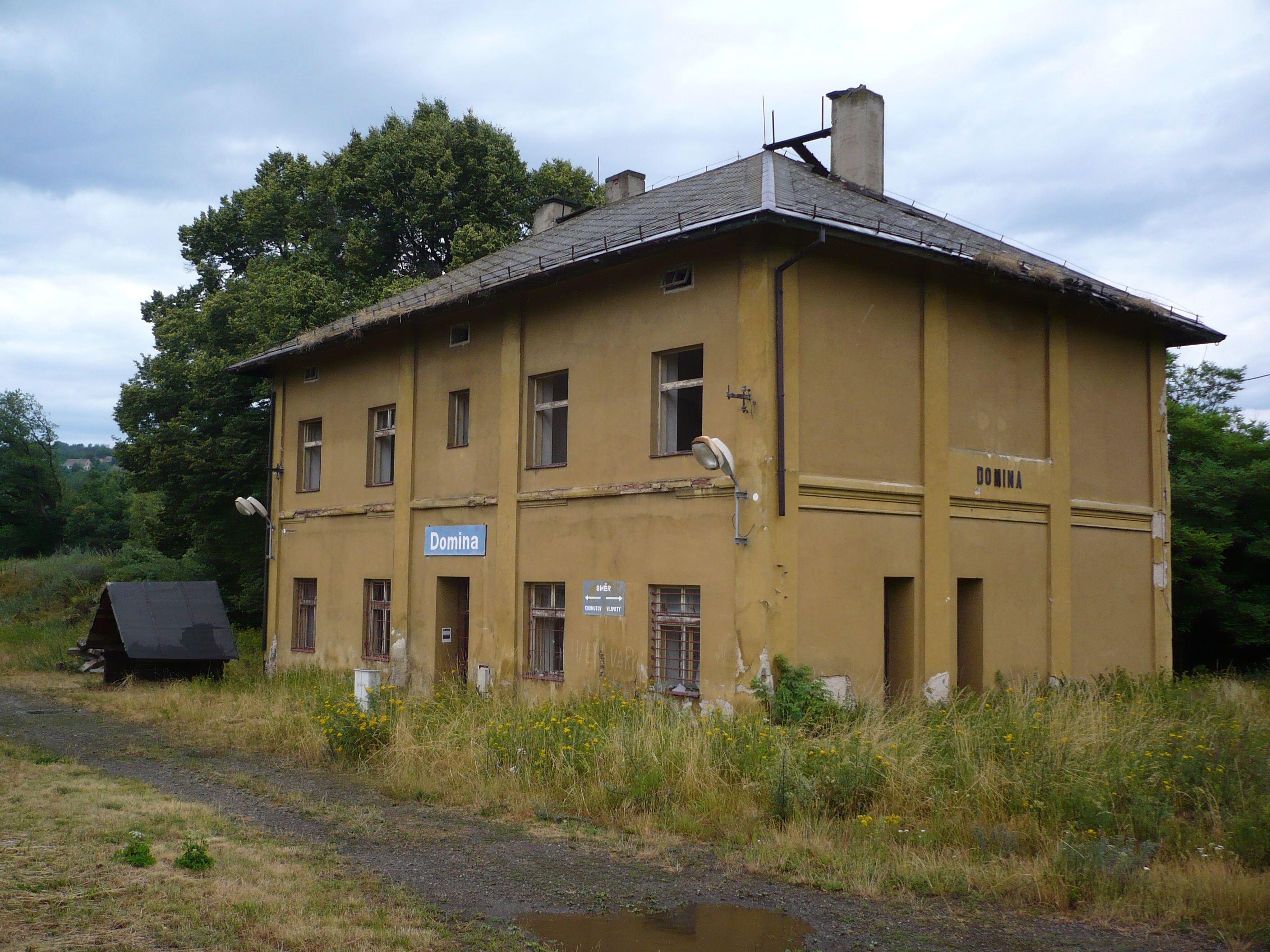
Bývalá nádražní budova

Vesnicí vede jediná silnice číslo III/25114 z Chomutova do Hory Svatého Šebestiána, která bývala hlavním dopravním tahem k tamějšímu hraničnímu přechodu. Nahradila ji silnice I/7, která vesnici obchází z jihu údolím Hačky. U silnice stojí zastávka linkové autobusové dopravy. Asi 700 metrů jihovýchodně od vesnice se nachází železniční zastávka Domina na trati z Chomutova do Vejprt, ale v jízdním řádu 2015/2016 ji obsluhovaly pouze dva páry vlaků o víkendech v období od května do září.

## Pamětihodnosti
Ve vesnici stojí pseudorománská kaple Povýšení svatého Kříže z devatenáctého století. Uvnitř je oltář s litinovou Kalvárií ze druhé poloviny téhož století.